# Apple QuickTake

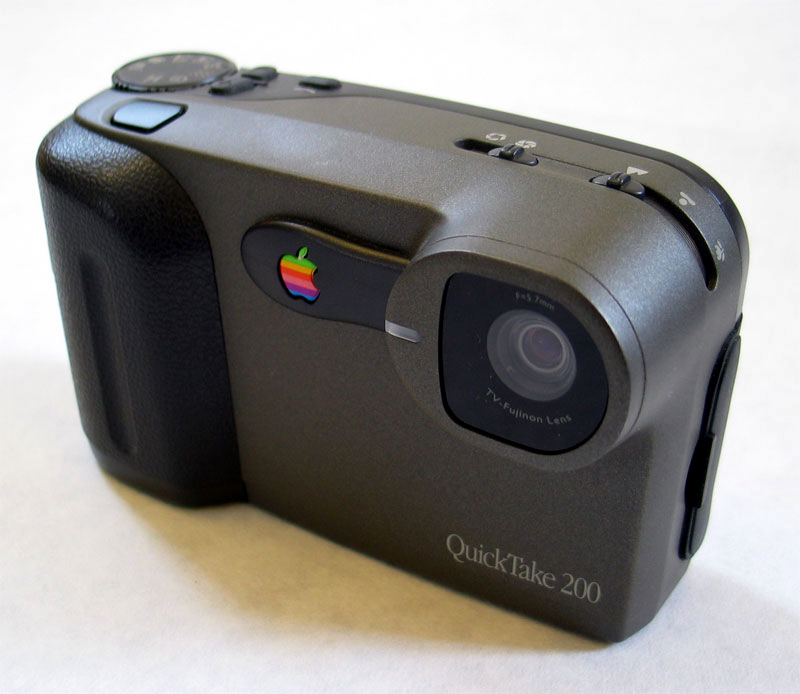
QuickTake 200

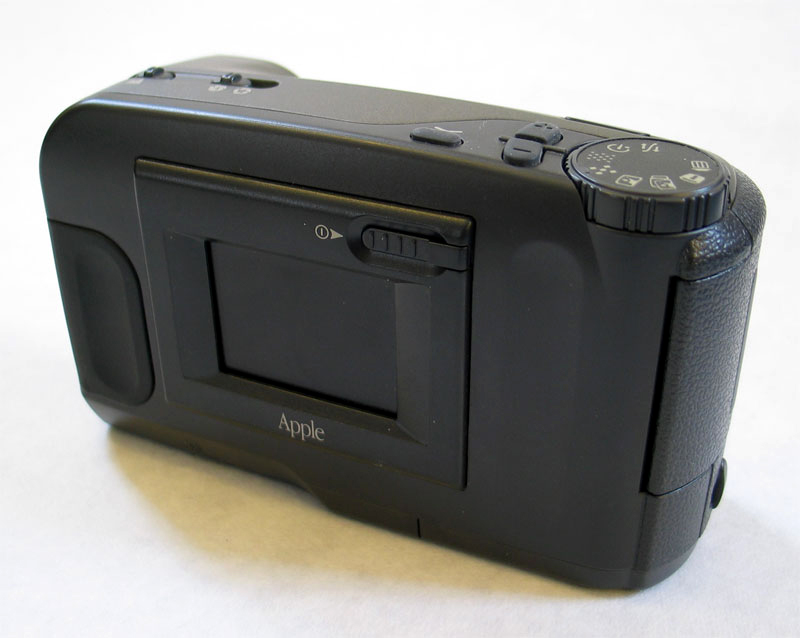
QuickTake 200 (verso)

Apple QuickTake, lançada em 1994 pela Apple Computer, foi uma das primeiras câmeras digitais voltada para o consumidor doméstico. Permaneceu no mercado durante três anos até ser descontinuada em 1997. Foram desenvolvidas três variantes: Quicktake 100, Quicktake 150 (ambas fabricadas pela Kodak) e Quicktake 200 (fabricada pela Fujifilm). As fotos produzidas eram na resolução máxima de 640 × 480 pixels. Os modelos 100 e 200 eram compatíveis apenas com o Macintosh, enquanto que modelo 150 era compatível também com o Microsoft Windows. Já que a QuickTake 200 é quase idêntica à Fuji DS-7, o programa da Fuji para aquela câmera pode ser utilizado para obter compatibilidade com o Windows para a QuickTake 200.

## História
Em 1992, a Apple Computer iniciou planos de marketing para uma câmera digital chamada QuickTake, codinome "Venus". Naquela época, gastava-se US$ 12 bilhões anualmente em fotografia nos Estados Unidos. A Apple procurou uma companhia para elaborar o design e fabricar sua linha de câmeras digitais. A Kodak, que entrou em acordo com a Apple para a produção, já vendia uma versão da QuickTake com a sua marca no Japão.
A QuickTake 100 foi lançada em 1994 como uma câmera digital "fácil de utilizar" que se conectava a qualquer Macintosh através de um cabo serial da Apple. A câmera era capaz de armazenar 8 fotos em resolução de 640 × 480, 32 fotos a 320 × 240 ou uma mistura de ambas resoluções. Todas as fotos tinham cor de 24-bits. A câmera tinha flash, mas não possuía controles de foco e zoom. As fotos só podiam ser visualizadas no computador após serem descarregadas da câmera, já que não havia maneiras de vê-las na câmera, assim como não havia um modo de excluir uma foto específica na câmera (apesar de haver um botão de apagar, mas que apagava todas as fotos tiradas).
A Apple lançou um kit de conexão para Microsoft Windows com a QuickTake 150 em 1995. O último modelo da QuickTake foi a 200, lançada em 1996.

## Especificações
|                          | 100                         | 150                             | 200                             |
| ------------------------ | --------------------------- | ------------------------------- | ------------------------------- |
| Imagem                   | 24-bit                      | 24-bit                          | 24-bit                          |
| Resolução                | 640x480 pixels              | 640x480 pixels                  | 640x480 pixels                  |
| Formatos da Imagem       | PICT, QuickTake             | TIFF, BMP, PCX, JPEG, QuickTake | TIFF, BMP, PCX, JPEG, QuickTake |
| Lente                    | 8 mm                        | 8 mm                            | 8 mm                            |
| Memória                  | 1MB Flash EPROM             | 1MB Flash EPROM                 | 2-4MB 5v SmartMedia             |
| Velocidade do disparador | 1/30 to 1/175 de um segundo | 1/30 to 1/175 de um segundo     | 1/4 to 1/5000 de um segundo     |
| Conexão                  | RS-232C                     | RS-422, RS-232C                 | RS-232C , NTSC Video I/O        |
| Introdução               | 16 de fevereiro de 1994     | Maio de 1995                    | 17 de fevereiro de 1997         |
| Descontinuado            | ?                           | ?                               | 1997                            |
| Preço inicial            | $749 US                     | $700 US                         | $600 US                         |

A QuickTake não teve bom nível de vendas, já que outras companhias como a Kodak (no mercado antes da Apple), Fujifilm, Canon e Nikon entraram no mercado com marcas que os consumidores associavam com fotografia. A linha foi cancelada em 1997 logo após a volta de Steve Jobs à Apple, numa tentativa de resolver os problemas financeiros da companhia. A QuickTake tornou-se desde então um item de colecionador para entusiastas da Apple.